# Монтесума I

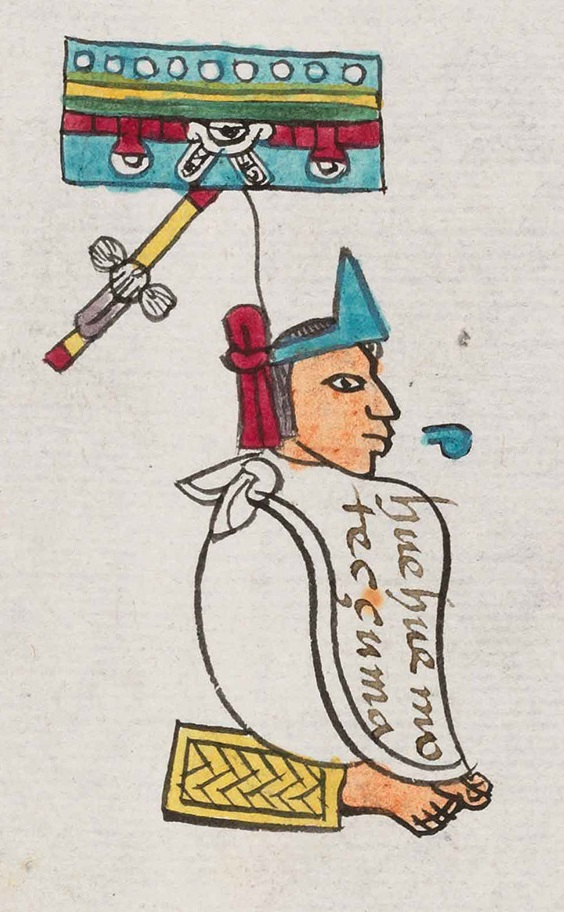
Монтесума I

Монтесума I Ільвікаміна (1398—1469) — 5-й тлатоані Теночтітлана. Ім'я перекладається як «Гнівається наче володар».

## Життєпис
Син Віцилівітля та Міяваксівітлі, доньки Тлакаквітлавацина, тлатоані Кванавака. Правив після Іцкоатля. Монтесума продовжував політику свого попередника на зміцнення Потрійного союзу. Було домовлено, що Теночтітлан та Тескоко отримують 4/5 нових захоплених земель, а Тлакопан — 1/5.
Після цього було розпочато війну проти союзу міст Чалько й Амакемекан, який контролював південну-частину долини Мехіко та доступ до долини Пуебло і до узбережжя Мексиканської затоки. Ці міста були підкорені, а біженці з них оселилися у місті Вешоцинко та Атліско. Під час війни з держави узбережжя Мексиканської затоки Монтесума підкорив місто Вастек та державу тотонаків. Ці території стали надавати ацтекам екзотичні товари, а саме — какао, каучук, бавовну, пір'я, морських черепах.

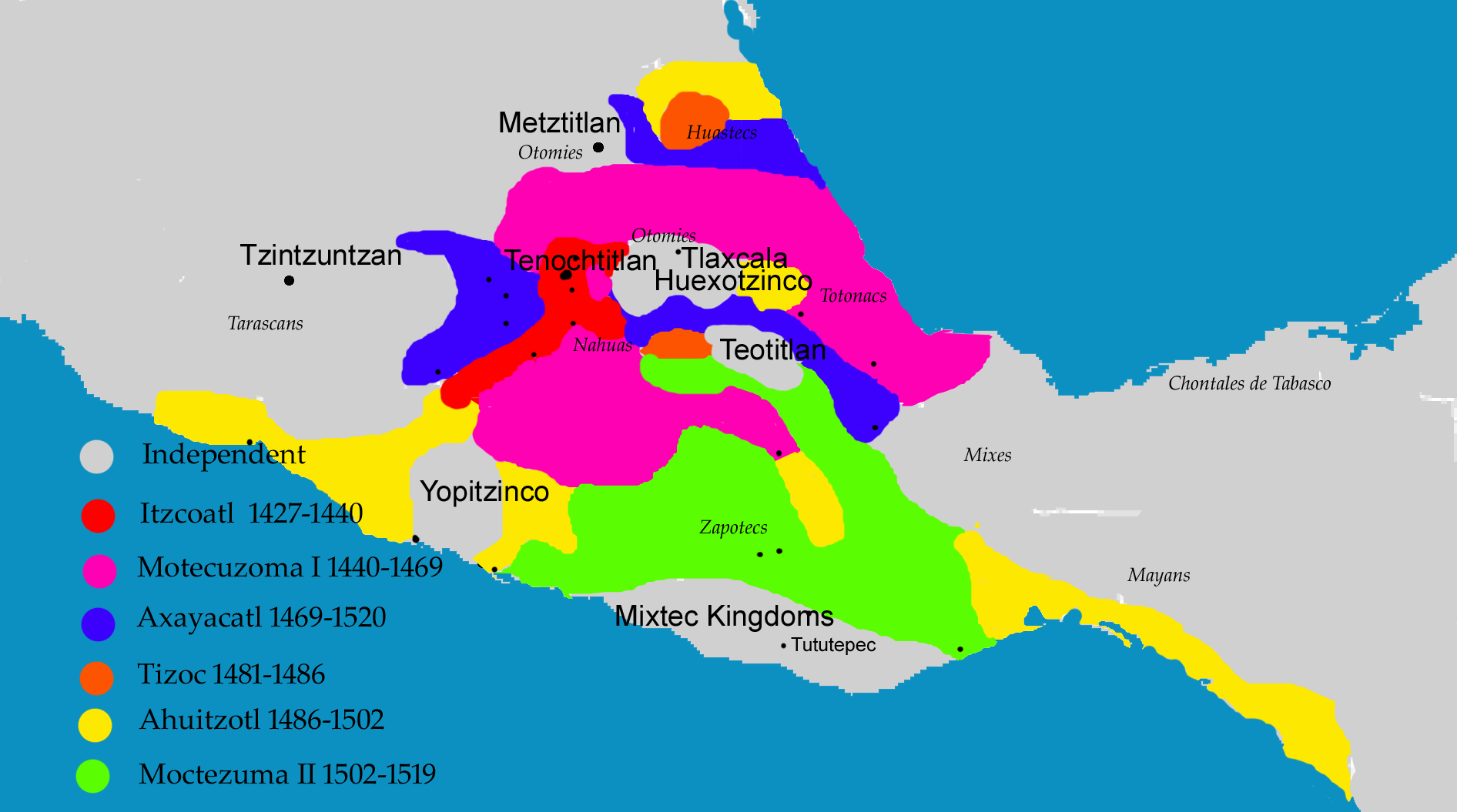
Ацтецька імперія. Завоювання Монтесуми I виділені рожевим

Великий військовий похід було спрямовано проти Мікстека. Проти війська Монтесуми зібралася коаліція Тласкали, Вексоцинко та Мікстека, проте вона зазнала поразки. Ацтеки здобули велику здобич. Монтесума приєднав Мікстек до своєї держави. За свої військові звитяги здобув прізвисько Ілуїкамін, що значить «Той, хто пускає стріли в небо».
За допомогою володаря Тескоко Незауалькойотля Монтесума побудував великий водопровід з подвійною системою труб для постачання до Теночтітлану прісної води.
Проте незабаром починаються проблеми. З 1450 до 1454 відбувається страшенний голод. Були великі снігопади, від холоднечи та хвороб померло багато людей, до того ж в цей час були погані врожаї. Це розглядалося як кара богів. Тому для покращення ситуації приймається рішення проводити Квіткові війни. Як жертв було обрано ворогів Потрійного союзу — міста Тласкала, Вешоцинко та Чолула, які знаходилися у долині Пуебло та яких Монтесума назвав «ворогами дому». Ці війні велися по черзі членами Потрійного союзу з цими містами. Проте це були війни не тільки релігійного значення, при цьому зменшувалася кількість населення, що дозволяло забезпечити іншу частину жителів харчами, зменшити наслідку голоду. При цьому користуючись цією ситуацією Монтенсума I захоплює міста Тлаттлаукітенек, Точпан, Куецтлан, які знаходилися на північному сході долини Пуебло. Після цього були захоплені міста Тепеак, Коїштлахаук, Ахвілізапан та Куетлакстан. Всі вони були завойовані внаслідок несподіваних нападів. В результаті ворог Теночтітлану — Тласкала опинилася оточеною з усіх боків Ацтецькою імперію. До того ж влада Монтесуми розповсюдилася на теориторію в районі сучасного міста Веракрус.

## Родина
Дружина — Чичимекачивацин, донька Куаутотоцина, правителя Куаунавака.
Діти
- Атотоцлі, дружина Тезозомока, сина Іцкоатля. Мали дітей: сини Ашаякатль, Тісок, Авіцотль, донька Чалчіухненецин.